# Escil·lunt
Escil·lunt (grec antic: Σκιλλοῦς, en llatí: Scillus; etnònim Σκιλλούντιος, en català escil·lunti) era una ciutat de Trifília, un districte de l'Èlida, situada a uns 20 estadis al sud d'Olímpia, a la vora del riu Selinunt.
El 572 aC la ciutat va estar aliada al rei de Pisa, Pirros, contra Elis, però aquesta ciutat Elis la va conquerir i la va destruir "arran de terra" igual que Pisa, segons diu Pausànias.
Va estar deshabitada fins al 392 aC quan els espartans, que uns anys abans havien fet renunciar a Elis la seva possessió, hi van establir una colònia i la van donar a Xenofont, que llavors estava exiliat fora d'Atenes. Xenofont hi va governar uns vint anys, però Elis el va expulsar poc després de la batalla de Leuctra l'any 371 aC. Xenofont, amb els béns adquirits a la seva campanya asiàtica, va construir un temple a Àrtemis, a imitació del Temple d'Àrtemis a Efes, i va instituir un festival per la deessa. Diu que el riu Selinunt abundava en peixos i animals de closca. Escil·lunt estava situada entremig de boscos i camps de pastura, on abundaven els senglars, els cérvols i les cabres salvatges. Pausànias hi va estar cinc segles després i encara hi havia el temple i una estàtua de Xenofont en marbre pentèlic.
Se suposa que era propera a la moderna vila de Rasa.